# Maria a Austriei (1505–1558)
Maria de Habsburg, numită de asemenea Maria a Ungariei, a Austriei, a Castiliei sau a Burgundiei (n. 18 septembrie 1505 — d. 18 octombrie 1558) a fost o prințesă spaniolă, fiica lui Filip I al Castiliei și a Ioanei cea Nebună. Bunicii ei au fost împăratul Maximilian I și Maria de Burgundia. Fratele ei a fost împăratul Carol Quintul.
S-a căsătorit cu Ludovic al II-lea al Ungariei și a devenit regină a Boemiei 1522-1526, a Ungariei 1522-1526 și guvernatoare a Țărilor de Jos 1530-1555.
Principalul ei consilier a fost arhiepiscopul Nicolaus Olahus.

## Primii ani
Născută la Bruxelles la 15 septembrie, arhiducesa Maria de Austria a fost al cincilea și penultimul copil al regelui Filip I de Castilia și a reginei Ioana de Castilia. Nașterea ei a fost grea; viața reginei a fost în pericol și recuperarea a durat o lună. La 20 septembrie a fost botezată de episcopul de Arras, Nicolas Le Ruistre și a fost numită după bunica paternă, Maria de Burgundia. Nașul ei a fost bunicul patern Maximilian I, Împărat Roman.
La mai puțin de un an de la naștere, la 17 martie 1506, împăratul Maximilian a  promis că o va căsători cu primul fiul al regelui Vladislaus al II-lea al Ungariei. Trei luni mai târziu, soția lui Vladislaus, Anne de Foix-Candale, a născut un fiu, Ludovic Jagiellon. Regina Anne a murit la naștere iar doctorii regali au făcut mari eforturi pentru a-l ține în viață pe Ludovic.
După decesul tatălui ei în septembrie 1506, sănătatea mentală a mamei ei s-a deteriorat. Maria împreună cu fratele ei, Arhiducele Carol, și cu surorile ei, Arhiducesa Eleanor și Isabella au fost lăsați în grija mătușii paterne, Arhiducesa Margaret, în timp ce ceilalți doi frați, Arhiducele Ferdinand și Arhiducesa Ecaterina au rămas la Castilia. Maria, Isabella și Eleonor au fost educate împreună la curtea mătușii lor; profesorul lor de muzică a fost Henry Bredemers.

## Regină a Ungariei și Boemiei

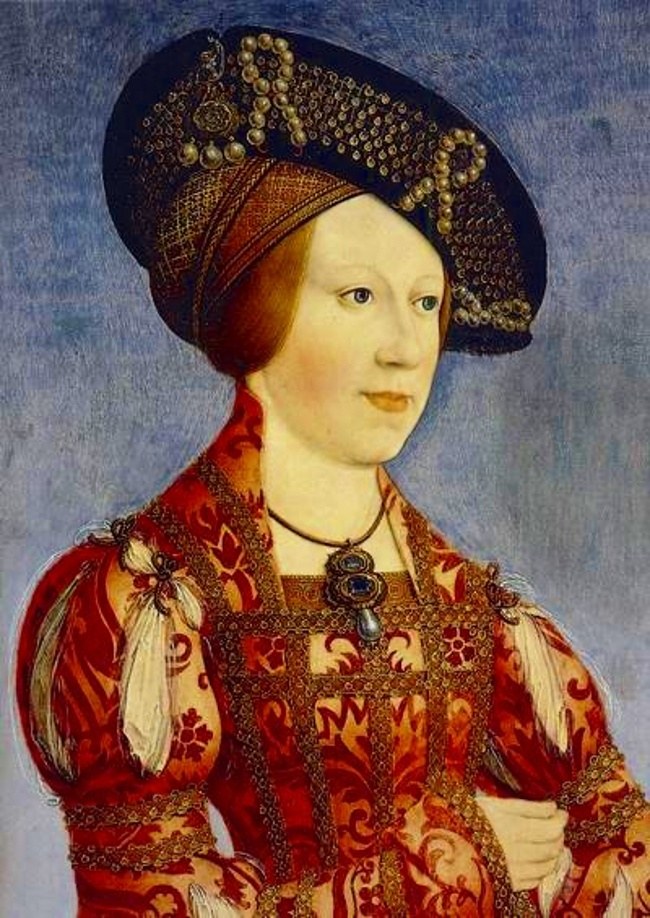
Regina Maria, pictură de Hans Maler zu Schwaz, cca. 1520.

Maria a fost chemată la curtea bunicului ei Maximilian în 1514. La 22 iulie 1515, Maria și Ludovic s-au căsătorit la Catedrala Sfântul Ștefan din Viena. Din cauza vârstelor lor fragede, s-a decis ca noul cuplu să nu trăiască împreună încă vreo câțiva ani.
În 1516, socrul Mariei a murit iar Ludovic și Maria au devenit regele și regina Ungariei și a Boemiei. Maria s-a mutat la Innsbruck unde și-a finalizat educația până în 1521.
Maria a călătorit în Ungaria în iunie 1521, la trei ani după decesul împăratului Maximilian. A fost unsă și încoronată regină a Ungariei de episcopul Zagrebului, Simon Erdödy, la Székesfehérvár la 11 decembrie 1521. Căsătoria regală a fost sfințită la 13 ianuarie 1522, la Buda. Ungerea si încoronarea Mariei ca regină a Boemiei au avut loc la 1 iunie 1522.
La început, regina Maria nu a avut nici o influență în politică din cauza tinereții sale. Totuși, curtea sa era formată din germani și olandezi formând o bază pentru interesele Casei de Habsburg. Ambasadorul Austriei, Andrea de Borgo, a fost numit de însăși regină. În 1525 Maria a preluat controlul asupra facțiunilor politice.
Ludovic și Maria și-au petrecut timpul liber în locuri din apropierea palatului, călărind, vânând și încercând fără succes să mobilizeze nobilimea maghiară împotriva unei iminente invazii otomane. Ungaria a fost profund divizată când la sfârșitul anului 1525 a devenit clar că sultanul Suleiman I a planificat s-o invadeze.
La 29 august 1526, Suleiman și armata sa au spart apărarea lui Ludovic. Ludovic și întreg guuvernul au mărșăluit cu o armată mică de numai 20.000 de oameni. Bătălia de la Mohács s-a terminat în mai puțin de două ore și întreaga armată a fost anihilată. Ludovic a încercat să fugă de pe câmpul de luptă însă a alunecat de pe cal și s-a înecat. Maria l-a plâns până la propria ei moarte.
Ungaria a fost divizată în trei părți: Ungaria Otomană -  parte a Imperiului Otoman, Ungaria regală - condusă de fratele Mariei, Ferdinand și Regatul Ungariei de Est - condus de Ioan Zapolya. Ferdinand a fost ales de asemenea și rege al Boemiei.